# FK Sjoekura Koboeleti
FK Sjoekura Koboeleti is een Georgische voetbalclub uit Koboeleti. De club werd opgericht in 1968 en speelt haar wedstrijden in de Tsjele-arena.
FK Sjoekura Koboeleti promoveert in 2020 na het kampioenschap in de Erovnuli Liga 2 weer naar het hoogste niveau maar degradeerde meteen weer. Na het seizoen 2023 voldeed de club niet aan de licentiebepalingen en werd naar het 4e niveau teruggezet.

## Eindklasseringen (grafiek) vanaf 2013
| 3 |

| 1 |

| 7 |

| 10 |

| 5 |

| 10 |

| 7 |

| 6 |

| 1 |

| 9 |

| 1 |

| 10 |

| Erovnuli Liga | Erovnuli Liga 2 | Liga 3 (Georgië) |